# Babak Najafi
Pour les articles homonymes, voir Najafi.
Babak Najafi est un scénariste et réalisateur iranien né le 14 septembre 1975 à Téhéran, en Iran. Il est connu pour avoir réalisé le film La Chute de Londres (2016).

## Biographie
Babak Najafi est né à Téhéran, en Iran. À l'âge de onze ans, il se rend avec sa famille en Suède, sur ce qu'il pensait être un séjour de deux semaines. Cependant, en raison de la guerre Iran-Irak, la famille se voit dans l'impossibilité de revenir. Najafi passe alors son enfance à Uppsala, tandis que deux de ses frères sont restés à Téhéran, où il a fallu onze ans avant qu'ils ne se rencontrent à nouveau.
Entre 1998 et 2002, il étudie la réalisation de documentaires au Dramatiska Institutet, où il en sort diplômé. Après cette réussite, il écrit et réalise plusieurs courts métrages acclamés par la critique, notamment Elixir (2004), qui lui permet d'obtenir la bourse Bo Widerberg,.
En 2010, Najafi fait ses débuts à la réalisation sur grand écran avec le film Sebbe (en), également acclamé par la critique, pour lequel il remporte le prix du meilleur premier film lors du 60e festival du film de Berlin ainsi que de nombreux prix nationaux et internationaux. Deux ans plus tard, il réalise Easy Money : La Cité des égarés, la suite d'Easy Money, avec Joel Kinnaman dans le rôle-titre. En septembre 2014, Najafi est annoncé à la réalisation de son premier film américain avec La Chute de Londres, suite de La Chute de la Maison-Blanche réalisée par Antoine Fuqua. Le film est un succès au box-office et permet de rapporter 205,8 millions de dollars contre un budget de 60 millions. Najafi réalise ensuite un thriller nommé Proud Mary et sorti en 2018.

## Filmographie

### Réalisateur
- 1999 : Rasten (court métrage)
- 2001 : Gösta och Lennart (court métrage documentaire)
- 2002 : Pablo's Birthday (court métrage)
- 2004 : Elixir (court métrage)
- 2008 : Jag förstår inte (court métrage)
- 2010 : Sebbe (en)
- 2012 : Easy Money : La Cité des égarés (Snabba Cash II)
- 2013 : Gabriel och lasermannen (court métrage documentaire)
- 2014 : Banshee Origins (série télévisée, saison 2, épisode 7)
- 2014 : Banshee (série télévisée, saison 2, épisodes 5 et 6)
- 2016 : La Chute de Londres (London Has Fallen)
- 2018 : Proud Mary

### Scénariste
- 2004 : Elixir (court métrage)
- 2008 : Jag förstår inte (court métrage)
- 2010 : Sebbe (en)
- 2012 : Easy Money : La Cité des égarés (Snabba Cash II)
- 2015 : Boys ou (Pojkarna)[réf. nécessaire] (court métrage)

## Distinctions
Sauf indication contraire, les informations mentionnées dans cette section peuvent être confirmées par la base de données cinématographiques IMDb,  présente dans la section « Liens externes ».

### Récompenses
- Festival international du film de Stockholm 1999 : meilleur court métrage pour Rasten
- Festival international du court métrage d'Uppsala 2001 : Audience Award pour Gösta och Lennart
- Berlinale 2010 : prix du meilleur premier film pour Sebbe (en)
- Festival international du film de Göteborg 2010 : meilleur film Suédois pour Sebbe
- Festival international du film de Göteborg 2013 : meilleur court métrage pour Gabriel och lasermannen

### Nominations
- Festival international du film de Bombay 2010 : Golden Gateway pour Sebbe (en)
- Festival international du premier film d'Annonay 2012 : Grand prix du jury pour Sebbe